# We Bare Bears: The Movie
We Bare Bears: The Movie — Nós, os Ursos: O Filme (título em Portugal) ou Ursos sem Curso: O Filme (título no Brasil) — é um filme animado de comédia estadunidense de 2020 baseado na série de televisão homônima do Cartoon Network. Produzido pelo Cartoon Network Studios, foi lançado em plataformas de cinema digital norte-americanas pela companhia Warner Bros. Home Entertainment em 30 de junho de 2020. Dirigido pelo criador da série Daniel Chong a partir de uma história de Mikey Heller e Kris Mukai, We Bare Bears: The Movie conta com as vozes em inglês dos mesmos dubladores da série: Eric Edelstein, Bobby Moynihan e Demetri Martin como os três ursos titulares, Pardo, Panda e Urso Polar respectivamente (Grizzly, Panda e Ice Bear no original); acompanhados por Marc Evan Jackson como Agent Trout e Keith Ferguson como Officer Murphy. O filme serve como um final para a série principal We Bare Bears.
Em sua busca por serem aceitos pela sociedade, os três irmãos ursos Pardo, Panda e Urso Polar involuntariamente causam o caos em toda a área da baía de São Francisco, gerando reclamações de uma multidão de seus residentes. Empenhado em removê-los da sociedade, o agente de controle da vida selvagem Trout busca incansavelmente separar os irmãos, que por sua vez escapam da área da baía e buscam refúgio no Canadá. Ao longo do caminho, os ursos passam por dificuldades enquanto se mantêm fiéis à promessa de serem "irmãos para sempre". O filme, uma alegoria de como é fazer parte de uma minoria nos Estados Unidos, explora temas de aceitação, separação familiar e discriminação racial, temas esses mais cruéis do que os alegres porém similares sobre os quais Chong, membro da minoria asiático-americana, tinha explorado dentro da série de televisão.
Após seu lançamento, We Bare Bears: The Movie recebeu uma resposta positiva dos críticos de cinema, que elogiaram a apresentação relevante do filme em seus temas. Após a conclusão da série e do filme, uma história derivada apresentando os ursos como filhotes permanece em desenvolvimento desde junho de 2019. O filme estreou na televisão no Cartoon Network em 7 de setembro de 2020.

## Produção
De acordo com o criador da série We Bare Bears, Daniel Chong, a equipe do Cartoon Network propôs a ele a ideia de um filme baseado na série em 2018. Apesar de não ter tido nenhuma experiência anterior com o cinema, Chong aceitou a proposta, focando em sua prática com longa-metragem e argumentando que os personagens criados por ele possuíam uma profundidade emocional e capacidades que ele sabia que poderiam ser trabalhadas por um longo período de tempo. Devido à contínua produção da série, Chong e sua equipe tiveram que preparar o filme simultaneamente com a finalização dos episódios, o que levou vários meses. A história do filme foi escrita por Mikey Heller e Kris Mukai, principais escritores da série. Ao escrevê-la, eles se inspiraram na política de separação de famílias do governo Trump e nos incêndios florestais na Califórnia em 2018 que estavam ocorrendo na época, o que os levou a escrever a história de uma família com seus membros sendo separados uns dos outros como tema central e de um incêndio florestal preparado para o clímax da história. Chong observou que tópicos delicados como esses não pareciam ser ideais para séries de televisão infantis. Ele também queria que os temas principais da série fossem exibidos no filme, como a diversidade e a razão dos personagens serem antropomórficos.
Chong ressaltou que o tratamento original do filme era centrado em torno dos três ursos. Mas visando um equilíbrio com os temas pesados, o núcleo do filme foi alterado para ser centralizado em torno do personagem Pardo. A sequência original do encontro foi escrita primeiro com os três ursos relembrando-a, mas foi reescrita para focar no Pardo, que, como Chong se sentia, como o mais velho de seus irmãos, enfrentava os obstáculos mais difíceis e estava sempre preocupado com o bem de todos. Chong também observou que inicialmente se opôs à adição de outros ursos em cativeiro, pois isso poderia tornar os personagens principais desinteressantes. O filme foi finalizado como a aventura final dos ursos e uma conclusão para a série original We Bare Bears, embora Chong tenha expressado a intenção de continuar a produzir obras derivadas, de diferentes maneiras. Isso foi antes de ele anunciar que deixaria o Cartoon Network para trabalhar em um outro projeto. A animação do filme foi produzida pela Rough Draft Studios, que já havia animado a série de televisão.

## Lançamento
O Cartoon Network anunciou o filme em 30 de maio de 2019, após a conclusão do episódio final da quarta temporada e da série, e a série derivada sem título com foco nos ursos como filhotes. Em janeiro de 2020, uma pequena prévia do filme foi exibida durante o SF Sketchfest de 2020. Em 21 de maio de 2020, o trailer do filme foi apresentado pelos dubladores principais da série Eric Edelstein, Bobby Moynihan e Demetri Martin por meio de uma conferência via Zoom. Originalmente programado para ser lançado pela Warner Bros. Home Entertainment em 8 de junho de 2020, We Bare Bears: The Movie foi lançado em plataformas de cinema digitais da América do Norte em 30 de junho de 2020 (a Amazon Prime Video acidentalmente lançou-o na data original antes de reprogamá-lo para a data pretendida logo depois), e estreou no Cartoon Network em 7 de setembro de 2020. O DVD foi lançado em 8 de setembro de 2020. Os recursos de bônus incluem um comentário em áudio, esboços sequenciais, cenas deletadas, entre outros.
No sudeste asiático, o filme foi lançado no Cartoon Network em 12 de setembro de 2020 e foi transmitido simultaneamente no Boomerang, Oh!K, Warner TV, HBO e HBO Family.

### Crítica
Cobrindo o filme para o SF Weekly, Grace Li descreveu-o como "doce e divertido" e um resumo perfeito para quatro temporadas de aventuras. Embora expressando pesar sobre partes do enredo não resolvidas da série, ela elogiou seu senso de humor bobo e sua mensagem final, que para ela era que "você sempre pode escolher sua família". Shamus Kelley, do Den of Geek, avaliou o longa-metragem com cinco de cinco estrelas e elogiou-o como um excelente filme; que parece relevante sem perder a graça que tornou o programa um dos favoritos dos fãs. Elogiando a relação entre seus personagens principais, cuja luta contra a intolerância, segundo ele, infunde cada momento do filme com mais poder e relevância do que qualquer outra história já feita antes para a série. Rollin Bishop da ComicBook.com concedeu ao filme uma classificação de quatro em cinco estrelas. Apesar de descrevê-lo como tendo um ritmo lento, ele elogiou sua decisão de incluir os temas pesados, que foram exacerbados pelos eventos da época.